# Коул, Натали
Натали Мария Коул (англ. Natalie Maria Cole; 6 февраля 1950, Лос-Анджелес — 31 декабря 2015, там же) — американская певица, автор песен и актриса, дочь популярного джазового пианиста и певца Нэта Кинга Коула. Добилась большого успеха в самом начале своей карьеры благодаря своим R&B композициям, а к началу 1990-х годов плавно изменила свой репертуар в сторону поп-музыки и джаза. За годы своей карьеры 19 раз номинировалась на престижную музыкальную премию «Грэмми» и девять раз становилась её обладательницей. Помимо музыкальной карьеры Натали Коул исполнила ряд ролей на телевидении и в большом кино.
Скончалась 31 декабря 2015 года в Лос-Анджелесе в возрасте 65 лет. Известно, что длительное время Коул боролась с наркотической зависимостью. Причиной смерти врачи назвали хроническую сердечную недостаточность.

## Награды
- Грэмми 1975 — «Лучший новичок года»
- Грэмми 1975 — «Лучшее женское вокальное исполнение в жанре r’n’b» («This Will Be»)
- Грэмми 1976 — «Лучшее женское вокальное исполнение в жанре r’n’b» («Sophisticated Lady (She’s a Different Lady)»)
- Грэмми 1991 — «Лучшее традиционное поп-исполнение» («Unforgettable… with Love»)
- Грэмми 1991 — «Альбом года» («Unforgettable… with Love»)
- Грэмми 1991 — «Запись года» («Unforgettable» с Нат Кинг Коулом)
- Грэмми 1993 — «Лучшее джазовое вокальное исполнение» («Take a Look»)
- Грэмми 1996 — «Лучшее поп-сотрудничество в жанре вокал» («When I Fall In Love» с Нат Кинг Коулом)
- Грэмми 2009 — «Лучший традиционный альбом в жанре поп-вокал» («Still Unforgettable»)

## Альбомы
- 1976: Natalie
- 1977: Thankful
- 1983: I’m Ready
- 1989: Good to Be Back
- 1990: Unforgettable
- 1991: Unforgettable: With Love
- 1993: Take a Look
- 1996: Stardust
- 1999: Snowfall on the Sahara
- 1999: The Magic of Christmas
- 2002: Ask a Woman Who Knows
- 2006: Leavin’
- 2008: Still Unforgettable